# Języki aru
Języki aru – grupa blisko spokrewnionych języków austronezyjskich używanych w Indonezji, na wyspach Aru (prowincja Moluki). Glottolog (4.5, 4.6) proponuje poniższy schemat podziału wewnętrznego rodziny:  
- Grupa ujir-kola-kompane
  - ujir
  - kola-kompane
- Grupa centralna
  - lola
  - dobel-koba
  - lorang
  - manombai
- tarangan zachodni
- tarangan wschodni
- karey-barakai
- batuley-mariri

W regionie częsta jest wielojęzyczność (według informacji z lat 80. XX wieku). Historycznie w charakterze regionalnej lingua franca przyjął się tarangan zachodni, choć w latach 80. jego zasięg był skoncentrowany na południowej części wysp. W tej roli został w dużej mierze wyparty przez lokalny malajski, przy czym zachował się na wyspie Tarangan. Lokalny malajski jest bliski odmianie wyspy Ambon, ale odróżnia się m.in. formą przeczenia tarada lub tara (zamiast seng).
Są bardzo słabo poznane. Dokumentację języków aru zapoczątkowali w latach 80. XX w. badacze związani z Summer Institute of Linguistics (SIL).
W okresie przedeuropejskim języki aru nie miały formy pisanej. Przynajmniej do poł. XIX w. na wyspach nie były szerzej znane inne języki. Początki nasilonego kontaktu z malajskim przypadły na koniec XIX w. Pod względem kulturowym ludność wysp Aru jest silniej związana z Molukami aniżeli Nową Gwineą.